# 警醒 (正教会)

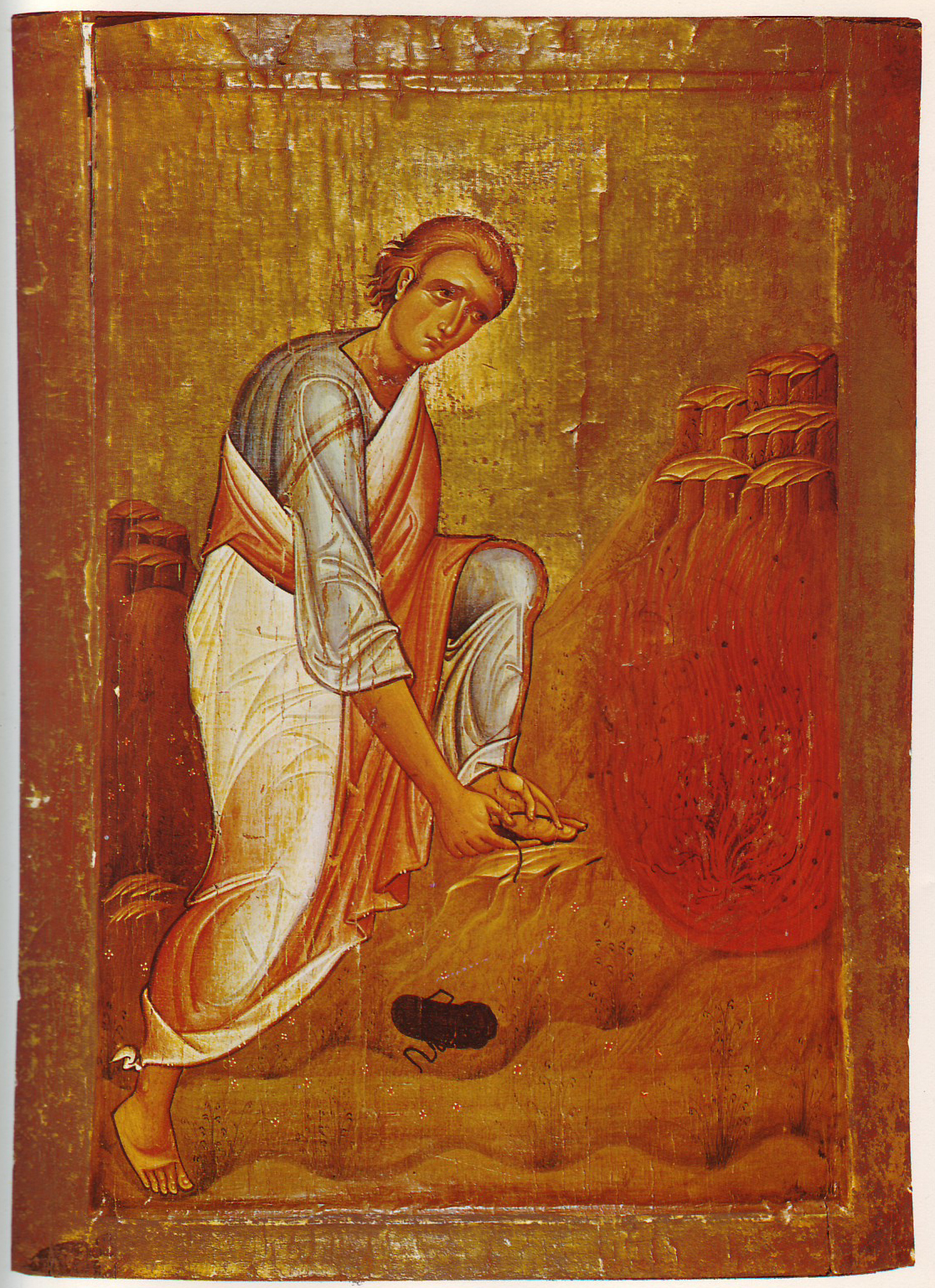
燃烧的荆棘（12世纪圣像，西奈半岛圣凯瑟琳修道院）

警醒是正教会基督神学的一个重要概念。根据希英词典，νῆψις意为“清醒、警醒、正念”。天主教思高本《圣经》译为“节制”。警醒指的是是保持心灵和智性的警觉。它与元认知有类似之处，警醒让人回归正轨，但它并不继续对寻常的分析本身进行分析。

## 词源
该词汇典出《新约·伯多禄前书》第五章第八节：“你们要节制，要醒寤，因为，你们的仇敌魔鬼，如同咆哮的狮子巡游，寻找可吞食的人。”。其中的νήψατε是动词νήφω（警醒、克制）的命令式第二人称复数形式。

## 语境
该词多被应用于正教会修道生活中。圣山的修院院长之一，修士大司祭乔治认为警醒和静修是阿索斯山修道团体的特征。根据教会圣教父们的说法，警醒可以追溯至梅瑟，他在曷勒布山见到燃烧的荆棘时通过沉思体验到了远离噪声，出离尘世的感觉。上主使他在法老面前犹如神一样（出埃及记7:1），他的面容发光，他以天灾打击了埃及，带领以色列解脱枷锁，颁布律法。梅瑟的这些行迹正如智性之于外在的自我，它将其置于管制之下。先知以利亚、大卫和许多旧约先知都保持了警醒。耶稣的宗徒们在尘世的喧嚣中工作，但他们的内在保持着静修、警醒的状态。大圣巴西略在沙漠中警醒、静修，得以默观那神圣而不可言喻的圣光，关于他，尼撒的圣格里高利写道：“梅瑟在埃及人的丧亡后离开了埃及，在之后的一段时期他深居简出，远离了城市的喧嚣以及其物质的供给，最终达到了以爱沉思神的境界。荆棘丛的圣光启明了他。我们与这一奇景相关，有关此事我们必须说即使那是在晚上，当他在室内祈祷，光照耀在他身上，这光是非物质的，通过神圣的力量光照着这建筑物，并且不依靠任何物质。
尼科迪默斯和马卡里乌斯编集的《警醒诸圣教父之慕善》（简称《慕善集》）的标题就彰显了警醒的重要性。西奈的圣赫西基奥斯在《论警醒与圣洁》中将警醒与一系列主题关联了起来：专注、清心、对理智的守护、主祷文、静止与默观。尼科迪默斯称警醒为“包罗万象的”，它是《慕善集》之教导的三个主题之一。赫西基奥斯引用梅瑟在《申命纪》中的话说：“你应提防，不要心生恶念”。他认为，警醒是在思想进入心灵前恒常地修正、制止之。耶稣祷文是帮助人们保持警醒的上佳方法，因为人无法仅靠自己的力量战胜邪恶，“离了我，你们什么也不能做。
”（《若望福音》15:5）警醒是为了清除人心中的各种思想、幻想、想象，使得人更加接近神，相对的，对自己激情的放纵和对思想的漫不经心则会起到反作用。本质上，警醒是对恶魔的拒斥，理智清除杂念，而心灵则审阅感觉与欲望背后的动机。它是人们对抗各种试探的工具。方济各·沙雷氏说：“处理试探的方法是避开它们并仰望上主，如果你仍旧受它们役使，那就继续反抗。只要你拒绝，便不会有罪咎。”